# Apartment 1303 (film 2007)
Apartment 1303 (1303号室) è un film del 2007 diretto da Ataru Oikawa.
Una moderna storia di fantasmi che trasforma un rapporto di amore-odio tra madre e figlia in una storia di orrore.

## Trama
Sayaki Midorikawa festeggia con i suoi amici il trasferimento nel suo nuovo appartamento al 13° piano. Durante la festa, si comporta in modo strano e a un certo punto si suicida saltando dal balcone. Dopo la caduta e la morte di Sayaki, una bambina prende un orsacchiotto sdraiato vicino al corpo di Sayaki e dice: "Eccone un altro". Al funerale di Sayaka, sua sorella maggiore Mariko vede il fantasma di Sayaki, che sussurra: "La mamma mi ha spinto". La loro madre, San, devastata dalla morte di Sayaki, è intanto caduto in uno stato di follia,  per la preoccupazione di Mariko. Mentre Mariko si trova nell'appartamento di Sayaki, incontra una bambina che vive nella porta accanto che le rivela che tutte le donne che vivevano nella camera 1303 sono morte. 
Mentre Mariko libera l'appartamento, vede ripetutamente Sayaki. Poi si imbatte in un orecchino che sembrava fosse stato strappato dal lobo dell'orecchio di qualcuno. Si chiede se questo potrebbe essere un indizio. Incontra un detective della polizia, Sakurai, che rivela di aver indagato su una serie di suicidi al numero 1303 e non crede che sia una coincidenza. Mariko gli dà l'orecchino, credendo che appartenga a un precedente inquilino. Mariko si imbatte presto in un libro sui primi due inquilini che vivevano nella camera 1303: Yukiyo Sugiuchi e sua madre. La madre è diventata violenta nei confronti di Yukiyo per aver nascosto del cibo e averle forato le orecchie, il che l'ha portata a strappare l'orecchino dal lobo dell'orecchio di Yukiyo. Yukiyo si difende dalla violenza di sua madre colpendola con un coltello da macellaio, e poi la guarda mentre striscia in un armadio, dove muore dissanguata.
Sei mesi dopo, il padrone di casa vuole cacciare Yukiyo e sua madre per non aver pagato l'affitto. Sconvolta e spaventata, Yukiyo vede il fantasma di sua madre, che la tormenta, raccoglie un orsacchiotto, cammina verso il suo balcone e salta. Mariko scopre che dalla morte di Yukiyo, i successivi quattro inquilini dell'appartamento si son tutti suicidati saltando dal balcone. La polizia ha giudicato ogni caso come un suicidio. Mariko scopre che sua madre ha intenzione di visitare il numero 1303 per vedere Sayaka ancora una volta e si affretta a salvarla. All'oscuro di Mariko, l'appartamento è stato affittato a diversi studenti universitari, che hanno organizzato una festa quella sera. Durante la festa, Yukiyo spinge le ragazze sul balcone. Mariko arriva e si precipita al 1303. Yukiyo appare e Mariko e la accusa di aver ucciso gli inquilini precedenti, ma Yukiyo lo nega, rivelando che sua madre è quella che le ha detto di buttarli giù perché erano malvagi. Mariko le restituisce l'orecchino e promette di prendersi cura dell'appartamento 1303. Lo spirito sembra accettarlo e svanisce. 
Mentre Mariko si sveglia la mattina seguente, Yukiyo la spinge giù il balcone dicendo che sua madre ha solo una figlia. Mentre cade dal balcone Mariko vede Sayaki che la guarda. In piedi accanto a sua madre, la bambina dice: "Eccone un altro". Poi lei e sua madre svaniscono.